# Kanystr

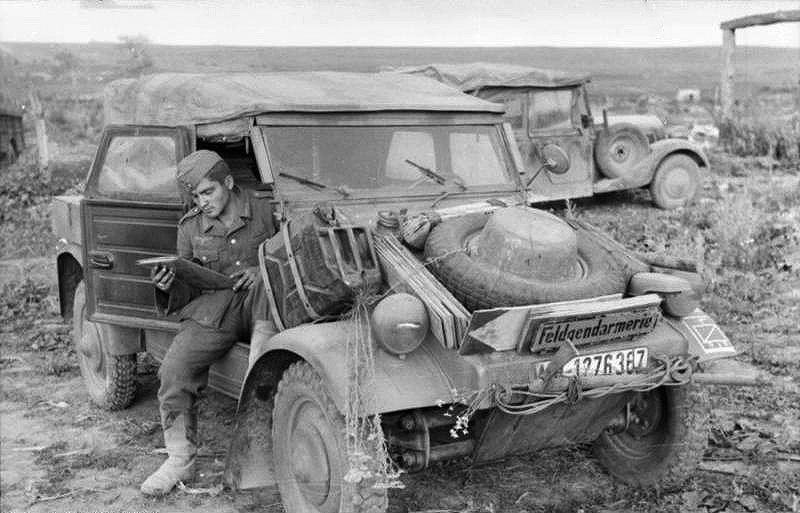
Rusko 1943, operace "Citadela", VW Kubelwagen s Wehrmacht-Einheitskanister

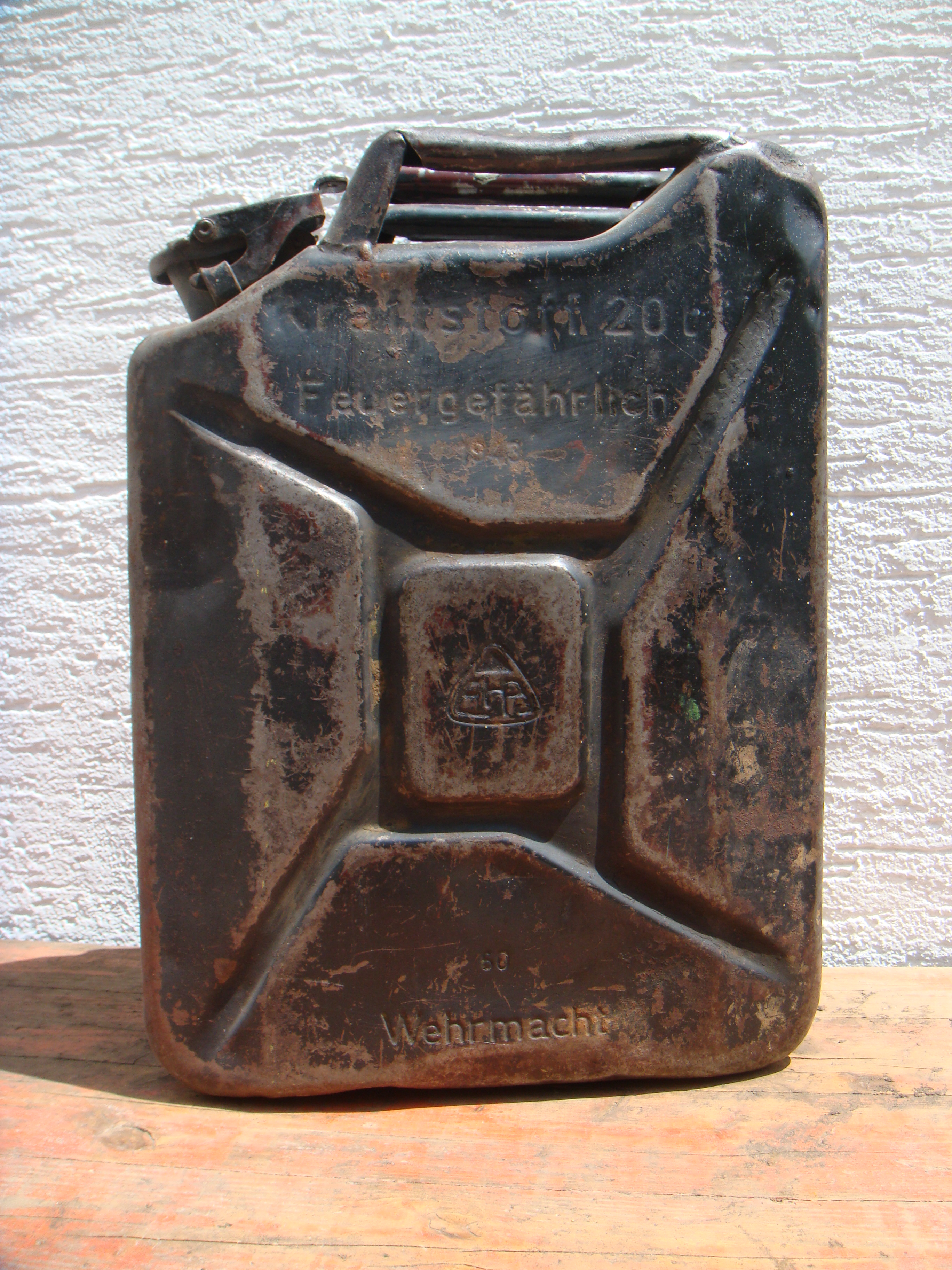
Kanystr používaný Wehrmachtem

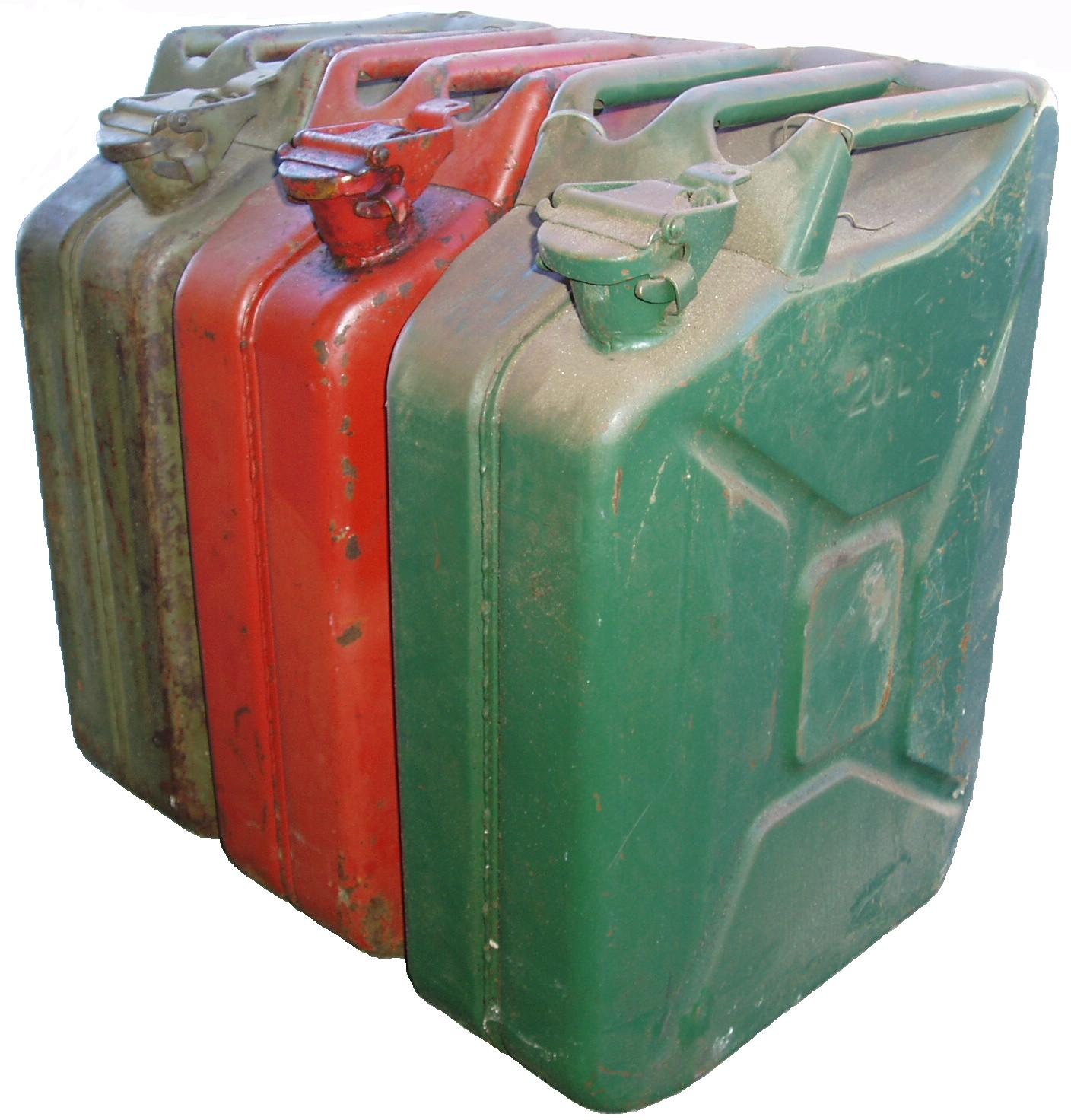
Barevné kanystry z ocelového plechu

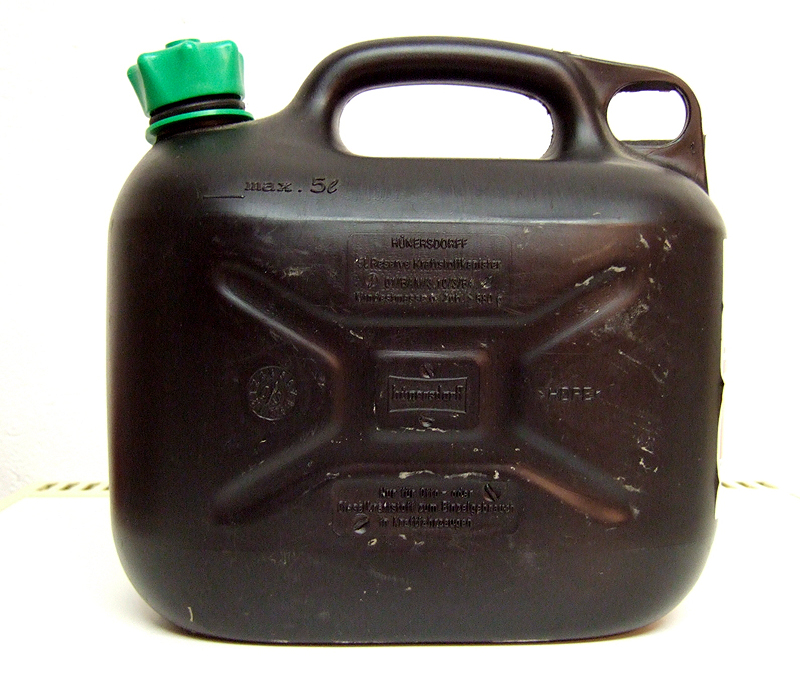
Plastový 5litrový kanystr

Kanystr je robustní přepravní nádoba na palivo vyráběná původně z ocelového plechu. Má svůj původ v Německu, kde byla tato dvacetilitrová nádoba na palivo vyvinuta ve 30. letech pro potřeby Wehrmachtu. Z vojenského hlediska byl kanystr významným technickým vylepšením, protože předchozí přepravní nádoby vyžadovaly použití nářadí a trychtýře.

## Historie
Němci nazývali tuto přepravní nádobu Wehrmachtskanister (Wehrmacht-Einheitskanister) za jehož vývojem stál Vinzenz Grünvogel, pracující jako vrchní technik pro společnost Müller z německého Schwelmu. V rámci příprav na 2. světovou válku jich měli v roce 1939 v armádních skladech připraveny tisíce. Na testování se podílela německá Legie Condor ve Španělské občanské válce. Kanystr měl výhodnou konstrukci:
- pravidelný tvar umožňoval snadné skladování vedle sebe i na sobě
- boční prolisy zvyšovaly pevnost, ale zajišťovaly i rozpínání a smršťování obsahu při změně okolní teploty
- vzduchová kapsa u rukojeti umožňovala, že kanystr plaval
- vnitřek byl potažen gumovou barvou, takže nerezavěl a umožňoval i uchování pitné vody
- třídílná rukojeť umožňovala přenos v jedné ruce (střední držadlo), dvěma osobami (každý za boční držadlo) nebo dva kanystry v jedné ruce (boční držadla)
- pevně připojený zavírací mechanismus, který šlo zajistit v otevřené i zavřené poloze (včetně pojistky uzávěru)
- hrdlo nevyžadovalo při nalévání trychtýř a pro snadnější vyprázdnění obsahovalo odvzdušňovací trubičku
- svár je umístěn uvnitř (nikoliv vně) konstrukce, takže je chráněn před poškozením

Britové v průběhu 2. světové války nejprve používali kontejnery z tenkého plechu (2 a 4 galony, tzv. Flimsy, v překladu „křehký“), které byly velmi křehké a způsobovaly ztráty paliva. Po operaci Crusader se spojenci dostali k velkému  množství německých kanystrů (používaly je jednotky Long Range Desert Group, které byly předchůdci slavných SAS). Německé kanystry dostaly pojmenování „Jerrycan“ (podle slangového označení Němců). Technickou dokumentaci získaly USA už v roce 1939, kdy americký technik Paul Pleiss cestoval s německým inženýrem do Indie, avšak americká kopie byla nedokonalá. Spojenci se seznámili s nespornými výhodami německých kanystrů oproti vlastním přepravním nádobám a okopírovali je pro potřeby vlastních vojsk a byly jich vyrobeny milióny. Technické provedení převzal i SSSR a později i NATO. V roce 1970 finský designér Eero Rislakki navrhl plastový kanystr Jerrycan, který byl lehčí než originál a přesto dostatečně pevný a návrh byl uvolněn i pro veřejnost.

## Použití
V dnešní době se kanystry používají jak pro převoz a přechovávání rozličných kapalin, tak jako nádoby určené pro vodu. Pro tyto účely se vyrábějí i z plastu, pokud jsou plastové kanystry určeny pro skladování hořlavých či snadno výbušných látek, musí být z bezpečnostních důvodů vyrobeny z takové hmoty, která neprodukuje žádnou statickou elektřinu (zamezení nebezpečí výbuchu a požáru). Plastové kanystry si často zachovávají vzhled původních plechových kanystrů. Aby nedošlo k záměně a vzájemnému smíchání různých paliv a k jejich kontaminaci vodou či naopak, bývají kanystry barevně odlišeny.